# Chính biến nước Tề năm 860 TCN
Trong cuộc chính biến nước Tề năm 860 TCN, Tề Hồ công đã bị lật đổ và bị giết bởi phe phản loạn, dẫn đầu bởi người anh em cùng cha khác mẹ Khương Sơn. Khi Hồ được bổ nhiệm và hỗ trợ bởi nhà Chu, cuộc đảo chính dẫn đến một cuộc chinh phạt bất lực của nhà Chu trong việc loại bỏ Khương Sơn khỏi ngai vàng. Sau này được gọi là Tề Hiến công, Khương Sơn tiếp tục cai trị Tề trong bảy hoặc tám năm.

## Lịch sử
Vào năm 862 trước Công nguyên, Chu Ý vương triệu hoán những người cai trị các nước chư hầu đương thời, trong đó có Tề Ai công đến vương đô. Tại hội nghị, công tước bị nhà thống trị của lân bang Kỷ sàm ngôn, khiến Ý vương phải xử tử Ai công bằng cách đun sôi anh ta trong một cái bê lớn. Nhà vua sau đó bổ nhiệm anh em cùng cha khác mẹ của ông là Khương Tịnh Thị, sau đó được gọi là Hồ công, nhậm mệnh là nhà chi phối mới của tề. Do huyết thống của sự tự thân vươn lên quyền lực của ông, thời kỳ của Hồ công dường như đã phải gặp các vấn đề chính đáng; đặc biệt bởi vì một người anh em đồng mẫu khác của Ai công, Khương Sơn, đã phẫn nộ và dị nghị sự chi phối của Hồ công.
Có lẽ do cơ sở quyền lực yếu ớt và mối quan hệ bất an với phần còn lại của Công tộc, Hồ công đã thiên đô từ quốc đô Doanh Khâu sang Bồ Cô. Tuy nhiên, động thái này kết quả khiến các thị dân Doanh Khâu tâm ly, họ sau đó bắt đầu ủng hộ âm mưu của Khương Sơn nhằm chiếm đoạt ngai vàng. Khương Sơn đã thực hiện âm mưu của mình vào năm 860 trước Công nguyên, dẫn dắt đồ đảng ở Doanh Khâu trong một cuộc tấn công bất ngờ chống lại Hồ công, đánh bại và giết chết ông. Theo một tài liệu báo cáo, Hồ đã bị một Đại phu của Tề tên là Sô Mã Nhu dìm chết đuối ở sông Cụ gần Bồ Cô. Khương Sơn sau đó lên ngôi, và lấy tước vị là Hiến công. Cuộc đảo chính này, tuy nhiên, đã kích động một cuộc đối đầu với triều đại Chu đã lựa chọn Hồ công.
Dựa vào dòng chữ "Ngũ Niên Sư Sử Quỹ", một số nhà Trung Hoa học như Bạch Xuyên Tĩnh, Edward L. Shaughnessy, và Lí Phong đã kết luận rằng Ý vương đã gửi một đạo quân chinh phạt dưới quyền Sử Sư để lật đổ kẻ phản nghịch Hiến công khỏi ngai vàng vào năm 860 trước Công nguyên. Nhưng Hiến công vẫn tiếp tục cai trị thêm bảy hoặc tám năm nữa rồi qua đời, Lí Phong tin rằng chiến dịch Chu đã thất bại và quân đội Chu có thể phải chịu "một thất bại nhục nhã [...] dưới tay quân đội [Tề]". Sau khi đã đảm bảo quyền lực của mình, Hiến công đã tiếp tục trục xuất các con trai của Hồ công khỏi nước Tề vào năm 859 trước Công nguyên và chuyển thủ đô trở lại Doanh Khâu, đổi tên thành Lâm Truy.

## Hậu quả
Lí Phong coi cuộc đảo chính năm 860 trước Công nguyên là thể hiện sự suy yếu và rối loạn của nhà Chu sau thời Mục vương vì triều đại không chỉ xung đột với một số đồng minh trung thành trước đây và hầu hết các chư hầu trung thành nhất, mà còn thất bại trong việc đánh bật quân phản loạn phản Chu. Ở phía bên kia, cuộc xung đột giữa dòng dõi của Hồ công và Hiến công chưa kết thúc vào năm 859 trước Công nguyên, khi một trong những người con trai của Hồ đã lãnh đạo một cuộc phản loạn chống lại Tề Lệ công, cháu nội của Hiến công, vào năm 816 trước Công nguyên. Trong quá trình chiến đấu, cả công tước cũng như thủ lĩnh phiến quân đều chết, và con trai của Lệ công là Tề Văn công cuối cùng nối ngôi cha.